# Nốt (da liễu học)
Nốt (Latinh: nodulus) là sang thương tròn hay bầu dục, rắn, sờ được và có thể liên quan đến lớp thượng bì, bì hay mô dưới da. Độ sâu của thương tổn và kích thước giúp phân biệt nốt với sẩn. Nguyên nhân của nốt là do thâm nhiễm, tân sản hay lắng đọng chuyển hoá ở lớp bì hay mô dưới da và thường là biểu hiện cho bệnh hệ thống. Thí dụ như lao, nhiễm nấm sâu, lymphoma, khối tân sinh di căn có thể có biểu hiện nốt ở da. Nốt có thể do tăng sinh lành tính hay ác tính tế bào keratin như trong u gai giác mạc (keratocanthoma) và carcinoma tế bào vẩy và tế bào đáy. Các nốt da không đau, tồn tại lâu là dấu hiệu quan trọng của bệnh đa hệ thống, cần thiết làm sinh thiết và cấy mẫu da.